# Paulo Sérgio Betanin
Paulo Sérgio Betanin, mer känd som Paulinho, född 10 januari 1986 i Caxias do Sul, är en brasiliansk före detta fotbollsspelare. Han är också italiensk medborgare.

## Karriär

### Den tidiga karriären
Paulinho inledde karriären i Juventude från hemstaden Caxias do Sul. Under hösten 2004 tog han som 18-åring steget in i a-laget och spelade totalt nio matcher. Han imponerade såpass mycket att han togs ut till Brasiliens U20-landslag.

### Livorno
I januari 2005 lånade Juventude ut Paulinho till Livorno i Serie A. Det var den tidigare brasilianske landslagsspelaren Branco, som efter sin tid i Genoa hade goda förbindelser med Livornos president Aldo Spinelli, som förmedlade kontakten. Paulinho debuterade för Livorno 17 april 2005 och kom att göra ytterligare tre framträdanden under våren.
Under sommaren 2005 gjordes övergången till Livorno permanent. Säsongen som följde spelade Paulinho elva matcher, men bara en från start. 2006/2007 blev det totalt 20 matcher och också brasilianarens två första mål för klubben. 
Under säsongen 2007/2008 lånades Paulinho ut till Serie B-klubben Grosseto. Paulinho spelade 31 matcher med klubben och svarade för två mål. 
2008/2009 spelade Livorno i Serie B och klubben plockade tillbaka Paulinho. Men Paulinho startade bara fyra matcher, hoppade in i ytterligare tio och misslyckades återigen med att göra några mål. Klubben vann dock avancemang till Serie A

### Sorrento
Efter att varken ha lyckats i Serie A eller Serie B lånades Paulinho sommaren 2009 ut till Sorrento i Lega Pro Prima Divisione. I Sorrento exploderade Paulinhos målproduktion. På 33 matcher gjorde han 15 mål. Sommaren 2010 förnyade Sorrento lånet ytterligare en säsong. 2010/2011 svarade Paulinho för 24 mål på 29 framträdanden, vilket innebar att han blev seriens skyttekung.

### Tillbaka i Livorno
Efter sina två succésäsonger i Sorrento återvände Paulinho under sommaren 2011 till Livorno.  Flera klubbar visade intresse för anfallaren och det verkade länge osäkert om han skulle bli kvar i Livorno. Efter att initialt ha haft svårt att hitta målet, levde Paulinho upp till förväntningarna under andra halvan av säsongen och svarade till slut för 13 ligamål. Även sommaren 2012 attraherade Paulinho intresse från flera andra klubbar.
Säsongen efter fortsatte Paulinho sin fina form från året innan. Han vann den interna skytteligan med 20 mål, och sköt ytterligare tre mål på fyra Play Off-matcher, vilket ledde Livorno till Serie A.

### Al Arabi
20 juli 2014 såldes Paulinho till Al-Arabi från Qatar, där han skrev ett treårskontrakt. Paulinho ska då ha tackat nej till Hellas Verona på grund av Veronafansens ramsor mot hans döde lagkamrat Piermario Morosini.

## Landslag
Paulinho representerade Brasilien i Sydamerikanska U20-mästerskapen i januari och februari 2005. Paulinho spelade fyra matcher och gjorde ett mål, mot Venezuela.

## Meriter
- Skyttekung Lega Pro Prima Divisione: 1

2010/2011 (24 mål)

## Personligt
Paulinho är gift med Maynara och har en son vid namn Jann Mattheus, som föddes 29 maj 2011.
Paulinhos agent är den tidigare Livorno-anfallaren Andrea Bagnoli.